# أندرياس سنيسن

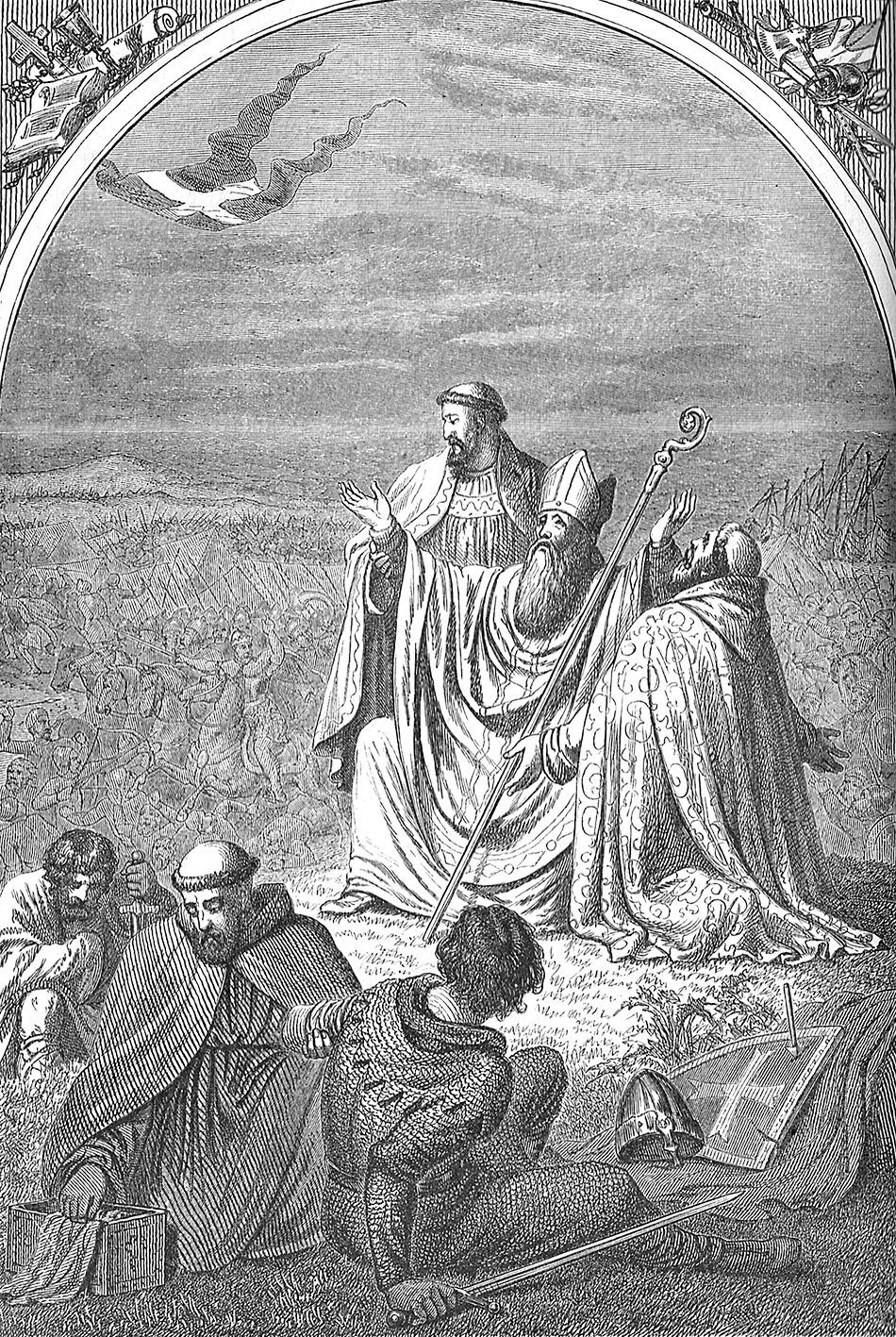
Anders Sunesen في معركة Lindanise 1219

أندرياس سنيسن (حوالي 1167 – 1228) كان رئيس أساقفة دنماركي في لوند ، سكانيا ، من 21 مارس 1201 ، عند وفاة أبسالون ، حتى وفاته عام 1228.
وهو مؤلف الترجمة اللاتينية لقانون سكانيان وكان منخرطًا طوال حياته في دمج وجهة نظر مسيحية للعالم في الهيئة التشريعية القديمة. تمكن من إدخال العشور (الضرائب التي تعود بالفائدة على الكنيسة) على الرغم من المقاومة التي واجهها هذا الإجراء من سكان سكانيا خلال فترة أبسالون ،  ولكن جهوده لإقناع الكهنة في عصره بمزايا العزوبة كانت تعتمد في الغالب على مثال خاص واعتمد على الخطابة بدلاً من المناورة القانونية.  لتثقيف الكهنة وتوجيه أفكارهم ، خاصة حول التكامل بين الكنيسة والدولة ، كتب قصيدة تعليمية ، هيكسايمون ، تتكون من 8,040 بيتًا من مقياس سداسي لاتيني.
ابن شقيق أبسالون وعضو في النخبة الدينية والسياسية ، وقد تلقى تعليمه في اللاهوت والفلسفة في باريس ، فرنسا ، وتعليمه القانوني في بولونيا بإيطاليا وأكسفورد بإنجلترا. تم دمج مواجهته بأفكار من القارة الأوروبية حول الحروب الصليبية المسيحية في تفكيره. قاد حملة صليبية ضد الفنلنديين في عام 1202 مع شقيقه  وضغط على البابا لشن حملة صليبية ضد دول البلطيق . حصل في النهاية على إذن لتثبيت أسقف في ريفال ( تالين الحديثة) ، وفي عام 1219 ، رافق فالديمار الثاني في حربه ضد إستونيا . وفقًا للأسطورة الدنماركية القديمة الداعمة للتوسع الإمبراطوري الدنماركي ، ظهر العلم الدنماركي Dannebrog في السماء وسقط في يد فالديمار الثاني عندما رفع سنيسن ذراعيه وصلى من أجل النصر الدنماركي خلال المعركة الحاسمة.
عاش سنواته الأخيرة في شمال شرق سكانيا ، حيث توفي عام 1228 في جزيرة إيفو في بحيرة إيفو ، أكبر بحيرة في سكانيا. وقد تم التكهن بأن وفاته ربما كانت بسبب الجذام .  دفن في تابوت في كاتدرائية لوند .